# Ziekenhuisschool
Een ziekenhuisschool is een school speciaal bedoeld voor kinderen die opgenomen zijn in een ziekenhuis of op medische gronden verblijven in een preventorium.

## Vlaanderen
In Vlaanderen kaderen de ziekenhuisscholen en de preventoria binnen type 5, binnen de structuur van het buitengewoon onderwijs.
In Vlaanderen zijn er 7 basisscholen (Antwerpen, Gent, Leuven, Pulderbos, Vlezenbeek, De Haan) en 5 secundaire scholen (Antwerpen, Gent, Leuven, De Haan en Tienen) van het type 5. In de universitaire ziekenhuizen van Antwerpen, Gent en Leuven en in de ziekenhuisschool van Tienen/Sint-Truiden wordt sterk geïndividualiseerd onderwijs aangeboden. In de gespecialiseerde ziekenhuizen van Pulderbos, Vlezenbeek en De Haan is het voornamelijk klassikaal onderwijs. Er blijft nauwe samenwerking met de thuisschool. Het doel is de leerachterstand te beperken en een herinschakeling op school vlot te laten verlopen. Op één dag zijn er zo'n 370 kinderen in alle type 5-scholen samen aanwezig.
Het feit dat een kind zich in een type 5-school bevindt, ontslaat de thuisschool niet van de verantwoordelijkheid voor dit kind. Het kind blijft immers ingeschreven in de thuisschool.

## Nederland
In Nederland zijn bij de invoering van de wet Ondersteuning Onderwijs Zieke Leerlingen op 1 augustus 1999 de ziekenhuisscholen opgeheven. Voor de 130 leerkrachten van deze ziekenhuisscholen en hun coördinatoren is in 2000 een netwerk opgericht met als doel om hun expertise vast te houden en verder te ontwikkelen, zowel door het organiseren van bijeenkomsten als door ICT-middelen in te zetten. Dit netwerk ontstond in 2000 en kreeg de naam Ziezon, landelijk netwerk ziek zijn & onderwijs.